# ジャスト・キャント・ゲット・イナフ
「ジャスト・キャント・ゲット・イナフ」(Just Can't Get Enough)は、デペッシュ・モードが1981年にリリースしたシングル。

## 概要
7枚目のスタジオ・アルバム『ニュー・ライフ』から3枚目のシングルとしてリリースされた。シングルリリース当初の邦題は「ジャスト」を除いた「キャント・ゲット・イナフ」だった。

## チャート成績
イギリスのシングルチャートでは最高位8位と当時の最高記録を記録。

## その他
1999年にGAPが放映したレザージャケットのテレビCMで同曲が用いられている。

## トラックリスト
| #  | タイトル                                           | 作詞 | 作曲・編曲 |
| -- | -------------------------------------------------- | ---- | ---------- |
| 1. | 「キャント・ゲット・イナフ」                       |      |            |
| 2. | 「キャント・ゲット・イナフ（ディスコ・ミックス）」 |      |            |

## チャート
| チャート（1981年）               | 最高順位 |
| -------------------------------- | -------- |
| イギリス（全英シングルチャート） | 8        |

## ザ・サタデイズのカバー
イギリスのガールズ・グループ、ザ・サタデイズは2009年のコミック・リリーフのためにカバー・ヴァージョンを録音しシングルとしてもリリースした。ザ・サタデイズのバージョンは当時の自己最高記録2位を記録した。

### チャート成績
| チャート（2009年）               | 最高順位 |
| -------------------------------- | -------- |
| イギリス（全英シングルチャート） | 2        |